# Steinach am Brenner
Steinach am Brenner település Ausztriában, Tirolban az Innsbrucki járásban található. Területe 28 km², lakosainak száma 3 375 fő, népsűrűsége pedig 120 fő/km² (2014. január 1-jén). A település 1048 méteres tengerszint feletti magasságban helyezkedik el.
A település részei:
- Mauern (551 fő)
- Stafflach (313 fő)
- Steinach am Brenner (2488 fő, 2011. október 31-én)

## Fordítás
- Ez a szócikk részben vagy egészben  a   Steinach am Brenner című angol Wikipédia-szócikk ezen változatának fordításán alapul.  Az eredeti cikk szerkesztőit annak laptörténete sorolja fel. Ez a jelzés csupán a megfogalmazás eredetét és a szerzői jogokat jelzi, nem szolgál a cikkben szereplő információk forrásmegjelöléseként.